# 日本康吉鰻
日本康吉鰻，又稱日本糯鰻為輻鰭魚綱鰻鱺目糯鰻亞目糯鰻科的其中一個種。

## 分布
本魚分布於西太平洋區，包括日本、韓國、台灣海域，深度可達140公尺。

## 特徵
本魚身體延長，尾部側扁漸細，胸鰭發育完全。鰭條不分節；上唇有皮褶；前上頷骨齒在口閉合不向外露出。口裂不超過眼之後緣。齒小，圓錐狀；上下頷骨齒呈齒帶；鋤骨齒列短。背鰭起點在胸鰭末端之後。脊椎骨數142至145。體長為體高10.5倍，頭長5.9倍；尾長為頭與軀幹1.3倍；頭長為吻長4.2倍；吻長為眼徑2倍；胸鰭為吻1.5倍。尾部後端側扁。肛門在體之前半部。體色為淡褐色。背鰭起點前感覺孔數14個。體長可達140公分。

## 生態
棲息於淺海岩礁區及砂泥底，屬底棲性魚類，屬肉食性，以甲殼類和魚類為食，生活習性不明。

## 經濟利用
無經濟利用之價值，多半做下雜魚或製作成魚粉。